# George Berkeley
George Berkeley (Contea di Kilkenny, 12 marzo 1685 – Oxford, 14 gennaio 1753) è stato un filosofo, teologo e vescovo anglicano irlandese, uno dei tre grandi empiristi britannici assieme a John Locke e David Hume.
Oggi è stato ampiamente rivalutato, tanto da essere considerato come un precursore indiretto di Ernst Mach, Albert Einstein e Niels Bohr per la sua tesi sull'inesistenza della materia (intesa pur sempre all'interno dell'orizzonte in cui si muove la filosofia moderna, quindi come Res extensa, come realtà corporea esterna alla mente) e sull'impossibilità di un tempo e uno spazio assoluti. Le sue critiche alla matematica e alla scienza sono fra le più controverse della storia della filosofia.
Nel 1709 Berkeley pubblicò la sua prima grande opera, Saggio su una nuova teoria della visione, in cui discuteva i limiti della visione umana e avanzò la teoria secondo cui gli oggetti percepiti non sono materiali, ma costituiti di luce e colore. Questo prefigurava il suo principale lavoro filosofico, Trattato sui principi della conoscenza umana, nel 1710, che, dopo la sua scarsa accoglienza, riscrisse in forma di dialogo e pubblicò con il titolo Tre dialoghi tra Hylas e Philonous nel 1713.
Berkeley criticò la dottrina filosofica di Isaac Newton di spazio, tempo e movimento assoluti nel De Motu (Sul Moto), pubblicato nel 1721. Nel 1732 pubblicò Alcifrone, un testo apologetico cristiano in contrapposizione ai liberi pensatori, e nel 1734 L'analistaː un discorso indirizzato ad un matematico infedele, una critica dei fondamenti del calcolo, che fu influente nello sviluppo della matematica.

## Biografia
Berkeley nacque nella residenza della sua famiglia, il castello di Dysart in Irlanda (contea di Kilkenny), come primo figlio di William Berkeley, un figlio cadetto della nobile famiglia dei Berkeley. Poco si sa di sua madre. La sua educazione avvenne al Kilkenny College per proseguire poi al Trinity College di Dublino, dove ottenne l'elezione a "Scholar" nel 1702. Ottenne la laurea nel 1704 e completò una laurea magistrale nel 1707. Rimase al Trinity College dopo la sua laurea come tutor e docente di greco.
La sua prima pubblicazione riguardava la matematica, ma la prima che gli portò notorietà fu il suo Saggio su una nuova teoria della visione, pubblicato per la prima volta nel 1709. Nel saggio, Berkeley esamina la distanza visiva, la grandezza, la posizione e i problemi di vista e tatto. Mentre questa pubblicazione al tempo ebbe reazioni controverse, le sue conclusioni sono adesso accettate come parte della teoria dell'ottica.
La pubblicazione successiva fu, nel 1710, il Trattato sui principi della conoscenza umana, che ebbe grande successo e gli diede una reputazione permanente, anche se pochi accettarono la sua teoria che niente esista al di fuori dalla mente. Questo trattato fu seguito nel 1713 dai Tre dialoghi tra Hylas e Philonous, nei quali Berkeley propose il suo sistema filosofico, il principio primo del quale è che l'esistenza del mondo, così come rappresentato dai nostri sensi, dipenda dall'essere percepito.
Di questa teoria, i Principi danno un'esposizione, i Dialoghi una difesa. Uno dei suoi obiettivi principali era quello di combattere la prevalenza del materialismo nel suo tempo. La teoria fu largamente ridicolizzata, e anche studiosi come Samuel Clarke e William Whiston, che avevano riconosciuto il suo genio straordinario, erano tuttavia convinti che i suoi primi principi fossero falsi.

### I viaggi in Inghilterra ed Europa
Poco dopo Berkeley visitò l'Inghilterra e fu ricevuto nel circolo di Addison, Pope e Steele. Nel periodo tra il 1714 e il 1720, intervallò i suoi sforzi accademici a periodi di estesi viaggi in Europa, tra cui uno dei più grandi tour dell'Italia mai intrapresi. Nel 1721 prese gli ordini sacri nella Chiesa di Irlanda, ricevendo un dottorato in un alto grado accademico di teologia (divinity), e nuovamente scelse di rimanere al Trinity College di Dublino, insegnando questa volta teologia ed ebraico. Nel 1721/1722 fu fatto decano di Dromore e, nel 1724, decano di Derry.
Nel 1723, a seguito della sua violenta lite con Jonathan Swift, che era stato uno dei suoi amici intimi per molti anni, Esther Vanhomrig (per cui Swift aveva creato il soprannome "Vanessa") nominò Berkeley come suo erede insieme all'avvocato Robert Marshall; la sua scelta di testamento causò sorpresa dato che ella non conosceva bene nessuno dei due, anche se Berkeley da molto giovane aveva conosciuto suo padre. Swift disse generosamente che non avrebbe portato rancore a Berkeley per la sua eredità, gran parte della quale fu in ogni caso vanificata in una causa legale. È probabilmente falsa una storia che circola sul fatto che Berkeley e Marshall avrebbero ignorato una condizione dell'eredità che li obbligava a pubblicare la corrispondenza tra Swift e Vanessa.

### In America
Dopo gli anni trascorsi in studi e viaggi in Europa, egli concepì il proposito di evangelizzare e civilizzare i «selvaggi» d'America. Così dopo il 1725 intraprese il progetto di fondare un college alle Bermude per la formazione dei ministri e dei missionari nella colonia, per il perseguimento del quale rinunciò al suo lauto stipendio.
Si fermò nel Rhode Island attendendo inutilmente i sussidi promessigli fino al 1731.
Nel 1728 intanto sposò Anne Forster, figlia di John Forster, giudice capo delle cause civili irlandesi, e della sua prima moglie Rebecca Monck. Stabilitosi vicino a Newport, comprò una piantagione a Middletown, la famosa «Whitehall». Acquistò diversi schiavi per farli lavorare nella piantagione. È stato affermato che «egli introdusse il palladianesimo in America prendendo un disegno di William Kent chiamato Progetti di Inigo Jones per la porta di ingresso della sua casa nel Rhode Island, a Whitehall».
Portò anche nella Nuova Inghilterra John Smilbert, l'artista inglese da lui «scoperto» in Italia, generalmente insignito del titolo di padre fondatore del ritratto americano. Nel frattempo, Berkeley disegnò progetti per la città ideale che voleva costruire alle Bermude. Visse nella piantagione mentre cercava i fondi per costruire il suo college. I fondi però non arrivarono. «Dopo aver deciso di ritirarsi da Londra, l'opposizione si rafforzò e il primo ministro Walpole diventò più scettico e indifferente. Alla fine divenne chiaro che la concessione essenziale del Parlamento non sarebbe stata prossima» e nel 1732 lasciò l'America e ritornò a Londra. In questo periodo compose l'Alcifrone, un dialogo polemico contro i liberi pensatori dell'epoca. Lui e Anne ebbero quattro figli che sopravvissero all'infanzia: Henry, George, William e Julia, e almeno altri due figli morirono da infanti. La morte di William nel 1751 fu una grande causa di dolore per il padre.

### Episcopato in Irlanda
Berkeley fu nominato vescovo di Cloyne nella Chiesa di Irlanda il 18 gennaio 1734. Venne consacrato tale il 19 maggio 1734. Rimase vescovo di Cloyne fino alla sua morte il 14 gennaio 1753, anche se morì a Oxford (vedi sotto).
Durante la sua permanenza in Saville Street a Londra, prese parte agli sforzi di costruire una casa per i bambini abbandonati della città. Il Foundling Hospital fu fondato tramite la Royal Charter nel 1739 e Berkeley è nell'elenco come uno dei governatori originari.

### Ultimi lavori
Ritenendo di aver trovato un medicamento miracoloso per debellare le epidemie che colpirono l'Irlanda, le sue ultime due pubblicazioni furono Siris: catena di riflessioni e di ricerche filosofiche riguardo alle virtù dell'acqua di catrame, con vari altri argomenti connessi tra loro e derivanti l'uno dall'altro (1744), in cui giunse a una dottrina metafisica di stampo neoplatonico, e Altre considerazione sull'acqua di catrame (1752).
L'acqua di catrame è considerato un efficace antisettico e disinfettante, specie nel momento in cui viene applicata sulle ferite della pelle: George Berkeley ne sostenne l'uso come ampia panacea per le malattie. Il suo lavoro del 1744 sull'acqua di catrame vendette più copie di qualunque altro libro pubblicato nella sua vita.
Restò a Cloyne fino al 1752, quando andò in pensione. Con sua moglie e sua figlia Julia si trasferì a Oxford per supervisionare l'istruzione di suo figlio George. Morì poco dopo e fu sepolto nella Cattedrale di Cristo a Oxford. La sua disposizione affettuosa e i suoi modi cordiali lo hanno reso molto amato da molti suoi contemporanei. Anne visse dopo la morte del marito per molti anni, e morì nel 1786.

## Pensiero

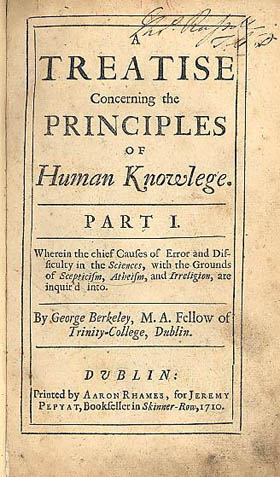
Copertina del Trattato sui principi della conoscenza umana

Per Berkeley l'unico scopo autentico della filosofia è quello di confermare e avvalorare la visione della religione: è Dio, infatti, l'unica causa della realtà naturale.
Nei Commentari filosofici scrive che, se l'estensione esistesse al di fuori della mente, o si avrebbe a che fare con un Dio esteso, oppure si dovrebbe riconoscere un essere eterno e infinito accanto a Dio. Berkeley aderisce quindi all'immaterialismo ovvero alla dottrina per cui nulla esiste al di fuori della mente: non esiste la materia, ma solo Dio e gli spiriti umani.
Egli giudicava errata l'esistenza delle idee astratte, essendo fautore di un nominalismo radicale. Secondo l'irlandese infatti non esistono idee generiche o universali, ma semplici idee particolari usate come segni, appartenenti ad un gruppo di altre idee particolari tra loro affini. Per Berkeley non ci sono sostanze, non esiste l'uomo o il cane, bensì solo quell'uomo, questo cane.
Ma anche gli oggetti che noi crediamo esistere sono in realtà delle astrazioni ingiustificate; non esistono oggetti corporei, ma soltanto collezioni di idee che ci danno una falsa impressione di materialità e sussistenza complessiva. Noi conosciamo infatti soltanto le idee che coincidono con le impressioni dei sensi. Proprio come in un sogno, noi abbiamo percezioni spazio-temporali relative ad oggetti materiali senza che questi esistano.
(Berkeley, Trattato sui principi della conoscenza umana, § 9)
La celebre formula che riassume la filosofia di Berkeley, «Esse est percipi», vuol dire "l'essere significa essere percepito", ossia: tutto l'essere di un oggetto consiste nel suo venir percepito e nient'altro. La teoria immaterialistica così enunciata sentenzia che la realtà si risolve in una serie di idee che esistono solo quando vengono percepite da uno spirito umano. È Dio, spirito infinito, che ci fa percepire sotto forma di cose e fatti le sue idee calate nel mondo. Idee, in un certo senso, "umanizzate", e in quanto tali "percepibili".
(Berkeley, Trattato sui principi della conoscenza umana, § 35)
La dottrina di Berkeley esclude in virtù di questo principio l'esistenza assoluta dei corpi. Secondo il teologo irlandese tutto ciò che esiste è idea o spirito, quindi la realtà oggettiva non è che un'impressione data dalle idee. Berkeley nega la distinzione fra qualità primarie e secondarie, propria di John Locke, sostenendo che tutte le qualità sono secondarie, cioè soggettive: sarebbe infatti inconcepibile un oggetto in cui forma, estensione, peso, ritenute arbitrariamente primarie, fossero disgiunte dalle altre, quali colore, sapore, odore. Egli rigetta anche l'idea di substrato, ovvero di materia: se questa esistesse, sarebbe soltanto un limite alla perfezione divina. In tal senso anche la scienza di Newton non ha altro valore che quello di una mera ipotesi, che ci aiuta a fare previsioni per il futuro, ma non ha alcun riferimento con la realtà materiale, che non solo non è conoscibile, ma non esiste affatto. Le idee, secondo Berkeley, vengono impresse nell'uomo da uno spirito infinito, cioè Dio. Lo stesso Dio si configura come la Mente infinita grazie a cui le idee esistono anche quando non vengono percepite.
Berkeley porta quindi alle estreme conseguenze l'empirismo di Locke, giungendo a negare l'esistenza di una sostanza materiale perché non ricavabile dall'esperienza, e recidendo così ogni possibile legame tra le nostre idee e una realtà esterna. Egli anticipa lo scetticismo di David Hume, ma se ne mette al riparo ammettendo una presenza spirituale che spieghi l'insorgere di simili idee dentro di noi, rendendocele vive e attuali, sebbene prive ormai di un fondamento oggettivo.

### Altri contributi alla filosofia

#### Teologia
Berkeley era un cristiano convinto, ritenendo che Dio fosse la causa immediata di tutte le nostre esperienze, e che gli oggetti in sé non possano essere la fonte delle sensazioni. Di conseguenza deve esserci un'altra fonte esterna che genera questa inesauribile varietà di sensazioni, cioè Dio; Egli le ha date all'uomo che doveva vedere in essi i segni e i simboli che veicolavano la parola di Dio. Da qui scaturisce la dimostrazione dell'esistenza di Dio:
«Qualunque potere io abbia sui miei pensieri, trovo che le idee che vengono effettivamente percepite dai sensi non dipendano dalla mia volontà. Quando apro gli occhi in pieno giorno, non è in mio potere scegliere cosa vedere e cosa no, o determinare quali oggetti particolari si presentano alla mia vista; e come per l'udito anche per gli altri sensi; le idee non sono creazioni della mia volontà. Ci sono però altre Volontà o Spiriti che le producono.» (Principi § 29)
Come spiegato da T. I. Oizerman: «L'Idealismo soggettivo di Berkeley (come lo ha giustamente battezzato Kant) sostiene che niente separa l'uomo e Dio (eccetto le concezioni erronee dei materialisti, ovviamente), dato che la natura e la materia non esistono come realtà indipendenti dalla coscienza. La rivelazione di Dio era direttamente accessibile all'uomo secondo questa dottrina; è il mondo percepito dai sensi, il mondo delle sensazioni umane, che arriva all'uomo dall'alto e va decifrato per comprendere lo scopo divino.»
Berkeley ripudia quindi il meccanicismo che per Isaac Newton sarebbe la causa dei fenomeni naturali.
Colin Murray Turbayne sostiene che gli appunti privati di Berkeley nei Philosophical Commentarites dimostrano il suo desiderio di rifiutare la forma rigorosa di idealismo onologico che presentava al pubblico. In questa "teoria segreta" accetta un atteggiamento più scettico verso l'esistenza di una mente sostanziale universale suggerendo che i suoi riferimenti a Dio in questo contesto sono di natura puramente metaforica.

#### Nuova teoria della visione
Nel suo Essay Towards a New Theory of Vision ("Trattato sulla nuova teoria della visione"), Berkeley critica frequentemente l'opinione degli Optic Writers, un termine che sembra includere William Molyneux, John Wallis, Nicolas Malebranche e Cartesio.
"Quello che rende gli uomini inclini a questo errore (a parte l'ironia di far guardare qualcuno tramite la geometria) è che le stesse percezioni o idee che ci indicano la distanza ci suggeriscono anche la grandezza… Io dico che esse non suggeriscono prima la distanza e poi lascino al giudizio (ragione) di usare ciò come un mezzo con cui cogliere la distanza; esse hanno un nesso altrettanto immediato e stretto con la grandezza quanto la distanza; e suggeriscono la grandezza in modo altrettanto indipendente dalla distanza, quanto esse rendano la distanza indipendentemente dalla grandezza."

#### Filosofia della fisica
"Le opere di Berkeley mostrano il suo profondo interesse per la filosofia naturale […] dalle sue prime opere (Arithmetica, 1707) fino alle ultime (Siris, 1744). Inoltre la maggior parte della sua filosofia è plasmata dal suo impegno nella scienza del tempo." La profondità del suo interesse si può capire da numerose voci dei suoi "Commentari filosofici" (1707-1708), per esempio quella del § 316 "to Examine & accurately discuss the scholium of the 8th Definition of Mr Newton's Principia" ("per esaminare e discutere accuratamente lo "scholium" dell'ottava definizione dei Principia del sig. Newton").
Berkeley sostiene che le forze e la gravità, così come definite da Newton, costituiscano "qualità occulte" che "non esprimono niente distintamente". Sostiene che coloro che postulano l'esistenza di "qualcosa di sconosciuto in un corpo di cui non hanno idea e che chiamano principio del movimento, in realtà stanno semplicemente affermando che il principio del movimento è sconosciuto". Inoltre, quelli che "affermano che la forza attiva, l'azione e il principio di movimento sono veramente nei corpi stanno adottando opinioni non basate sull'esperienza." Le forze e la gravità non esistono nel mondo dei fenomeni. D'altro canto se risiedessero nella categoria delle "anime" o "cose incorporee", "non apparterrebbero propriamente alla fisica" come argomento di studio. Così Berkeley conclude che le forze si trovano oltre ogni tipo di osservazione empirica e non possono essere parte della scienza vera e propria. Ha proposto la sua teoria dei segni come un modo di spiegare il movimento e la materia senza riferimenti alle "qualità occulte" delle forze e della gravità.

#### Il rasoio di Berkeley
Il "rasoio di Berkeley" è una regola di ragionamento proposta dal filosofo Karl Popper, nel suo studio fondamentale sul lavoro scientifico di Berkeley, il "De Motu". Il rasoio attribuito a Berkeley è considerato da Popper simile al rasoio di Occam, ma "più potente". Rappresenta una prospettiva empiristica estrema dell'osservazione scientifica che afferma che il metodo scientifico ci fornisce un'intuizione non vera della natura del mondo. Piuttosto, il metodo scientifico ci dà una varietà di spiegazioni parziali sulle regolarità che esistono nel mondo e che vengono acquisite attraverso l'esperimento. La natura del mondo, secondo Berkeley, viene affrontata solo attraverso un'adeguata speculazione metafisica e con il ragionamento. Popper riassume il rasoio di Berkeley come:
«Un generale risultato pratico - che propongo di chiamare "il rasoio di Berkeley" - dell'analisi della fisica di Berkeley ci dà la possibilità a priori di eliminare dalla scienza fisica tutte le spiegazioni dell'essenzialismo. Se hanno un contenuto matematico e predittivo le si potrebbe ammettere qua ipotesi matematiche (mentre le loro interpretazioni essenzialiste vengono eliminate). In caso contrario, possono essere escluse del tutto. Questo rasoio è più affilato di quello di Occam: tutte le entità sono escluse tranne quelle che sono percepite.»
In un altro saggio dello stesso libro intitolato "Three Views Concerning Human Knowledge" (Tre modi di considerare la conoscenza umana), Popper sostiene che Berkeley deve essere considerato come un filosofo "strumentalista" - assieme a Roberto Bellarmino, Pierre Duhem ed Ernst Mach. Secondo questo approccio, le teorie scientifiche hanno lo status di finzioni ed invenzioni utili, volte a spiegare i fatti, senza alcuna presunzione di essere vere. Popper differenzia lo strumentalismo dal sopracitato essenzialismo, e dal suo "razionalismo critico".

#### Filosofia della matematica
In aggiunta ai suoi contributi alla filosofia, Berkeley fu anche molto influente nello sviluppo della matematica, sebbene in senso piuttosto indiretto. "Berkeley era interessato alla matematica e alla sua interpretazione filosofica fin dalle prime fasi della sua vita intellettuale." I "Commentari filosofici" testimoniano i suoi interessi per la matematica, ritenuta però una scienza puramente verbale, e completamente inutile se non nella pratica della società umana. (§ 768)
Nel 1707, Berkeley pubblicò due trattati sulla matematica. Nel 1734, pubblicò The Analyst ("L'analista"), sottotitolato "un discorso indirizzato ad un matematico infedele", una critica al calcolo. Florian Cajori chiamò questo trattato "l'evento più spettacolare del secolo nella storia della matematica britannica." Tuttavia, uno studio recente suggerisce che Berkeley fraintese i calcoli di Leibniz. Il matematico in questione si pensa fosse Edmond Halley o Isaac Newton stesso - anche se, fosse stato indirizzato a quest'ultimo, il discorso sarebbe stato postumo, dato che Newton morì nel 1727. The Analyst rappresenta un attacco diretto alle fondamenta e ai principi del calcolo e, in particolare, alla nozione di flussione o variazione infinitesimale, che Newton e Leibniz usarono per sviluppare il calcolo. Nella sua critica, Berkeley coniò la frase "ghosts of departed quantities" (fantasmi di quantità passate), familiare agli studenti di calcolo. Nel libro di Ian Stewart "From Here to Infinity" ("Da qui all'infinito"), viene colto il nocciolo della sua critica.
Berkeley considera la sua critica al calcolo una parte della sua più ampia "campagna" contro le implicazioni religiose del meccanicismo dei newtoniani, come difesa della tradizione cristiana contro il deismo, che tende ad allontanare Dio dai suoi credenti. Precisamente, lui osservò che il calcolo di entrambi, Newton e Leibniz, comprendeva infinitesimi a volte come quantità positive diverse da zero e altre volte come un numero espressamente uguale a zero. Il punto chiave di Berkeley nel "The Analyst" fu che il calcolo di Newton (e le leggi del movimento basate sul calcolo) mancavano di rigorosi fondamenti teorici. Egli affermava che "in qualunque altra scienza, gli uomini dimostrano le loro conclusioni basandosi sui loro principi, e non dimostrano i loro principi basandosi sulle conclusioni. Ma se nel tuo modo di vedere le cose ti permetti questo innaturale modo di procedere, la conseguenza sarebbe che devi affrontare l‘induzione, e dire addio alla dimostrazione. Se ti sottometti a questo, la tua autorità non aprirà più la strada in base alla Ragione e alla Scienza".
Berkeley non dubitava che il calcolo producesse verità del mondo reale; semplici esperimenti di fisica potrebbero verificare che il metodo di Newton faceva quello che affermava di fare. "La causa delle Flussioni non può essere difesa dalla ragione", ma i risultati potrebbero essere supportati dall'osservazione empirica, il metodo prediletto da Berkeley per acquisire conoscenze in ogni caso. Tuttavia, Berkeley trova paradossale che "la Matematica dovrebbe dedurre delle vere Proposizioni da falsi Principi, essere nella ragione nelle Conclusioni, ma comunque in errore nelle Premesse." Nel The Analyst si sforzò di mostrare "come l'Errore può portare alla Verità, sebbene non può portare alla Scienza". Quindi, la scienza newtoniana non può, su basi puramente scientifiche, giustificare le sue conclusioni, e il modello meccanico e deistico dell'universo non può essere razionalmente giustificato.
Le difficoltà rese note da Berkeley erano ancora presenti nel lavoro di Cauchy il cui approccio al calcolo era una combinazione di infinitesimali e di una nozione di limite, e furono infine superati da Weierstrass grazie al suo approccio con (ε, δ), che eliminò gli infinitesimali del tutto. Più recentemente, Abraham Robinson ripristinò i metodi infinitesimali nel suo libro Analisi non-standard del 1966 mostrando che essi possono essere usati con rigore.

#### Filosofia morale
Il trattato A Discourse on Passive Obedience (Un discorso sull'obbedienza passiva) (1712) è considerato il maggior contributo di Berkeley alla filosofia morale e politica. Nel trattato, Berkeley difende la tesi in cui si sostiene che il popolo abbia "un dovere morale nell'osservare i precetti negativi (proibizioni) della legge, compreso il dovere di non resistere all'esecuzione della punizione." Tuttavia, Berkeley fa delle eccezioni a questa radicale affermazione morale, affermando che non dobbiamo osservare i precetti di "usurpatori o di uomini pazzi" e che il popolo può obbedire a differenti autorità supreme se ce ne sono di più che rivendicano la massima autorità.
Berkeley difende la sua tesi con una prova deduttiva derivante dalle leggi della natura. In primo luogo, stabilisce che poiché Dio è perfettamente buono, il fine al quale comanda gli uomini deve essere buono, e che di questo fine non ne può beneficiare solo una persona, ma l'intera razza umana. Dato che questi comandamenti - o leggi - se praticati, porterebbero al benessere della specie umana, ne consegue che possono essere ricavati dalla giusta ragione, per esempio la legge di non resistere a un potere supremo può essere derivata dalla ragione, perché questa legge è "l'unica cosa che si frappone tra noi ed il disordine totale". Così, queste leggi possono essere chiamate leggi della natura, perché derivano da Dio, il creatore della natura. "Queste leggi della natura includono il dovere di non resistere mai ad un potere supremo, di non mentire sotto giuramento… o fare del male affinché ne possa derivare il bene".
Qualcuno potrebbe vedere la dottrina di Berkeley sull'Obbedienza Passiva come una specie di "Utilitarismo Teologico" nella misura in cui afferma che abbiamo il dovere di difendere un codice morale che presumibilmente lavora al fine di promuovere il bene della specie umana. Tuttavia, il concetto di Utilitarismo ordinario è fondamentalmente diverso in quanto "rende l'utilità l'unico e solo motivo di obbligo", cioè l'Utilitarismo è interessato al fatto che particolari azioni siano moralmente permesse in specifiche situazioni, mentre la dottrina di Berkeley si preoccupa se dovremmo o meno seguire le regole morali in tutte le circostanze. Mentre l'utilitarismo dell'atto potrebbe, per esempio, giustificare un'azione moralmente inammissibile alla luce di una specifica situazione, la dottrina di Berkeley sull'Obbedienza Passiva sostiene che non è mai moralmente permissibile non seguire una regola morale, anche quando sembra che rompere quella regola possa portare ai fini più felici. Berkeley afferma che anche se a volte, le conseguenze di un'azione in una specifica situazione potrebbero essere negative, delle tendenze generali di essa beneficia l'umanità.
Altre importanti fonti per la visione di Berkeley sulla moralità sono l' "Alciphron" (1732), specialmente i dialoghi I-III, e il "Discourse to Magistrates" (1738). L'Obbedienza Passiva è notevole in parte perché contiene una delle prime affermazioni della regola utilitarista.

## Riconoscimenti
Sia all'Università della California - Berkeley sia alla città di Berkeley fu dato il suo nome, anche se la pronuncia venne adattata all'inglese americano. La denominazione fu suggerita nel 1866 da Frederick Billings, un membro del consiglio di amministrazione dell'allora Università della California. Billings venne ispirato dai Verses on the Prospect of Planting Arts and Learning in America di Berkeley, in particolare l'ultima strofa: "Westward the course of Empire takes its way; The first four Acts already past, A fifth shall close the Drama with the day; Time's noblest offspring is the last." (Il Cammino dell'Impero prende la via dell'Occidente; I primi quattro atti sono già passati, Un quinto chiuderà il Dramma alla fine dei giorni; i figli più nobili del Tempo sono gli ultimi).
Il 18 aprile 1735, la città di Berkley, attualmente la città meno popolosa della contea di Bristol, Massachusetts, è stata fondata con il nome del celebre filosofo. Situata a 40 miglia (circa 64 km) a sud di Boston e 25 miglia (circa 40 km) a nord di Middletown (Rhode Island).
Anche un college residenziale e un seminario episcopale presso la Yale University portano il nome di Berkeley, nonché la Berkeley Library del Trinity College.
Anche la scuola preparatoria di Berkeley a Tampa, Florida, una scuola privata affiliata alla Chiesa Episcopale, porta il suo nome.
"Bishop Berkeley's Gold Medals" sono i due premi dati annualmente al Trinity College di Dublino, purché sia mostrato un merito straordinario, ai candidati di un esame speciale di greco. I premi furono istituiti nel 1752 da Berkeley stesso.
Una targa blu dell'"Ulster History Circle" che lo commemora, si trova in Bishop Street Within, città di Derry.
La fattoria di Berkeley nel Rhode Island è conservata come "Whitehall Museum House", anche nota come "Casa Berkeley", ed è stata inserita nel National Register of Historic Places, nel 1970.

### Venerazione
Berkeley è onorato, assieme a Joseph Butler con un posto nel calendario liturgico della chiesa episcopale (USA), il 16 giugno.

## Opere
- Philosophical Commentaries or Common-Place Book (1707-08, Diario filosofico)
- An Essay Towards a New Theory of Vision, (1709, Saggio per una nuova teoria della visione)
- A Treatise Concerning the Principles of Human Knowledge, (1710, Trattato sui principi della conoscenza umana)
- Passive Obedience, or the Christian doctrine of not resisting the Supreme Power (1712, Obbedienza passiva, o la dottrina cristiana della non resistenza al potere supremo)
- Three Dialogues between Hylas and Philonous (1713, Tre dialoghi tra Hylas e Philonous)
- De Motu (1721, Il moto)
- Alciphron, or the Minute Philosopher (1732, Alcifrone, ossia, Il filosofo minuzioso)
- The Theory of Vision, or Visual Language, shewing the immediate presence and providence of a Deity, vindicated and explained (1733, La teoria della visione, o linguaggio visivo, che mostra la presenza immediata e la provvidenza di una divinità, confermata e spiegata)
- The Analyst: a Discourse addressed to an Infidel Mathematician (1734, L'analistaː un discorso indirizzato ad un matematico infedele)
- A Discourse addressed to Magistrates and Men of Authority (1736, Un discorso indirizzato ai Magistrati ed alle Autorità)
- Siris, a chain of philosophical reflections and inquiries, concerning the virtues of tar-water (1744, Sirius, una catena di riflessioni filosofiche e inchieste, sulle virtù della catramina).

### Edizioni italiane

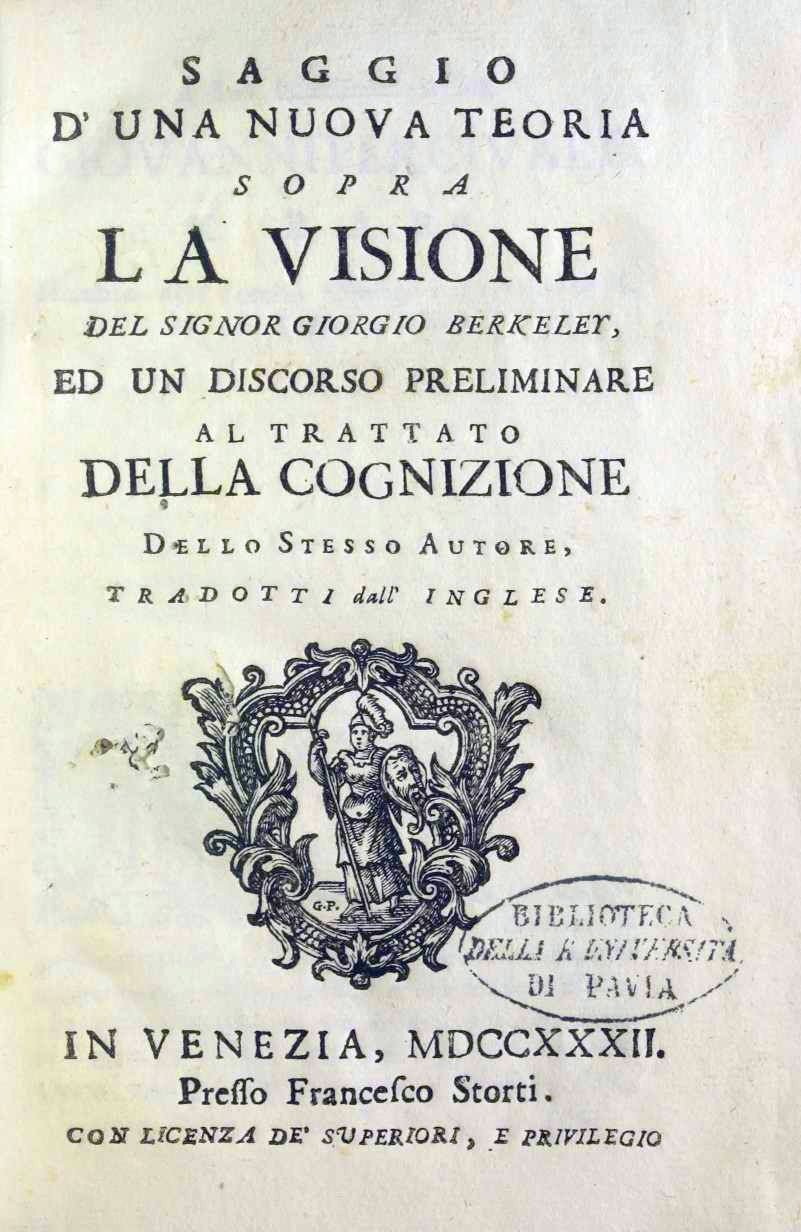
Saggio d'una nuova teoria sopra la visione, 1732

- Saggio d'una nuova teoria sopra la visione [Essays toward a new theory of vision], Venezia, Francesco Storti, 1732.
- Alcifrone, a cura di Augusto e Cordelia Guzzo, Bologna, Zanichelli, 1963
- Viaggio in Italia, cura di Thomas E. Jessop e Mariapaola Fimiani, Napoli, Bibliopolis, 1979
- Un saggio per una nuova teoria della visione, a cura di Paolo Spinicci, Milano, Guerini e Associati, 1982
- Opere filosofiche a cura di Silvia Parigi, Torino, UTET, 1996 (nuova edizione Milano, Mondadori, 2009)
  - Contieneː Saggio per una nuova teoria della visione, Trattato sui principi delta conoscenza umana, Tre dialoghi tra Hylas e Philonous, Saggi pubblicati sul Guardian (1713); Sul movimento; Corrispondenza filosofica tra George Berkeley e Samuel Johnson (1729-1730); La teoria della visione difesa e chiarita; Siris.
- Saggio su una nuova teoria della visione; Trattato sui principi della conoscenza umana, introduzione, traduzione, note e apparati di Daniele Bertini, Milano, Bompiani, 2004
- Alcifrone, ossia, Il filosofo minuzioso, introduzione, traduzione, note e apparati di Daniele Bertini, Milano, Bompiani, 2005

## Nella cultura di massa
Il pensiero di Berkeley trova molto spazio nel romanzo Il mondo di Sofia, scritto da Jostein Gaarder per avvicinare i ragazzi alla filosofia.